# Ludmiła Kondratjewa
Ludmiła Andriejewna Kondratjewa (ros. Людмила Андреевна Кондратьева; ur. 11 kwietnia 1958 w Szachtach) – rosyjska lekkoatletka specjalizująca się w biegach sprinterskich, uczestniczka (w barwach Związku Radzieckiego) igrzysk olimpijskich w latach 1980 i 1988, dwukrotna medalistka olimpijska: złota (1980, w biegu na 100 m) oraz brązowa (1988, w sztafecie 4 x 100 m).

## Finały olimpijskie
- 1980 – Moskwa, bieg na 100 metrów – złoty medal
- 1988 – Seul, sztafeta 4 × 100 metrów – brązowy medal

## Inne osiągnięcia
- rekordzistka świata w biegu na 100 metrów – od 03/06/1980 do 08/09/1983
- dwukrotna mistrzyni ZSRR w biegu na 100 m – 1979, 1982
- dwukrotna mistrzyni ZSRR w biegu na 200 m – 1979, 1988
- dwukrotna mistrzyni ZSRR w biegu na 60 m w hali – 1980, 1982
- dwukrotna mistrzyni ZSRR w biegu na 100 m w hali – 1978, 1979
- 1975 – Ateny, mistrzostwa Europy juniorów – 4 m. w sztafecie 4 × 100 m
- 1978 – Praga, mistrzostwa Europy – dwa złote medale, w biegu na 200 m oraz w sztafecie 4 × 100 m
- 1980 – Sindelfingen, halowe mistrzostwa Europy – brązowy medal w biegu na 60 m
- 1984 – Praga, Przyjaźń-84 – dwa srebrne medale, w biegu na 100 m oraz w sztafecie 4 × 100 m
- 1985 – Paryż, światowe igrzyska halowe – 4 m. w biegu na 60 m

## Rekordy życiowe
- bieg na 100 m – 11,02 – Praga 16/08/1984
- bieg na 200 m – 22,31 – Moskwa 12/06/1980
- bieg na 60 m (hala) – 7,23 – Wilno 03/02/1979